# Amanda Township (Allen County, Ohio)
Amanda Township ist eines von zwölf Townships des Allen Countys im US-Bundesstaat Ohio. Nach der Volkszählung im Jahr 2020 waren hier 2061 Einwohner registriert.

## Geografie
Amanda Township liegt im Norden des Allen Countys im Nordwesten von Ohio und grenzt im Uhrzeigersinn an die Townships: Marion Township, American Township, Shawnee Township, Logan Township im Auglaize County und Spencer Township.

## Verwaltung
Das Township wird durch ein Board of Trustees, bestehend aus drei gewählten Mitgliedern, verwaltet. Zwei Personen werden jeweils im Jahr nach der Präsidentschaftswahl gewählt und eine jeweils im Jahr davor. Die Amtszeit dauert in der Regel vier Jahre und beginnt jeweils am 1. Januar. Daneben gibt es noch einen Township Clerk (Schriftführer), der ebenfalls im Jahr vor der Präsidentschaftswahl auf eine vierjährige Amtszeit gewählt wird. Dessen Amtszeit beginnt jeweils am 1. April.